# Đèn điện tử chân không 5 cực

Biểu tượng đèn năm cực
Các điện cực từ trên xuống dưới:
:anode (bảng)
- lưới chặn
- lưới màn hình
- lưới khống chế
:cathode
:dây nung (sợi tóc)

Đèn điện tử chân không 5 cực hay còn gọi là pentode. Loại đèn này giống với đèn điện tử chân không 4 cực nhưng được thêm một lưới gọi là lưới triệt.Lưới này được nối với P (plate) hoặc K.
Thuật ngữ này thường áp dụng cho ống chân không khuếch đại ba ống (thermionic valve), được phát minh bởi Gilles Holst và Bernhard D.H. Tellegen năm 1926. Đèn năm cực gồm một ống thủy tinh chân không có chứa năm điện cực theo thứ tự: một cực âm được nung bởi sợi dây, một lưới điều khiển, một lưới màn hình, một lưới ngăn chặn, và một tấm (anode). Đèn năm cực (gọi là bộ khuếch đại ba "lưới điện" trong một số tài liệu ban đầu  được phát triển từ ống tetrode bằng việc bổ sung một lưới thứ ba, lưới ngăn chặn. Điều này phục vụ để ngăn chặn các electron phát ra thứ phát phát ra từ tấm từ khi chạm tới lưới màn hình, gây ra sự bất ổn và dao động ký sinh trong tetrode. Đèn năm cực có liên quan chặt chẽ với tetro chùm. Đèn năm cực được sử dụng rộng rãi trong các thiết bị điện tử công nghiệp và tiêu dùng như radio và ti vi cho đến những năm 1960, khi chúng được thay thế bởi bóng bán dẫn. Sử dụng chính của loại đèn này ngày nay là trong các ứng dụng công nghiệp công suất cao như máy phát radio. Các ống tiêu dùng lỗi thời vẫn còn được sử dụng trong một vài thiết bị âm thanh ống chân không và thiết bị chuyên dụng.
Máy tính Colossus và Máy thí nghiệm quy mô nhỏ Manchester sử dụng các số lớn của các ống đèn năm cực EF36. Sau này, ống 7AK7 đã được phát triển để sử dụng trong thiết bị vi tính.